# سيفو

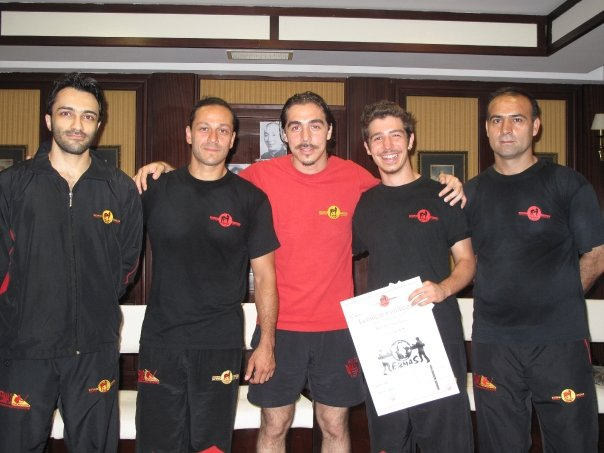
سيفو جميل يهنئ أربعة سيفوس جدد.

سيفو أو شيفو (بالصينية: 師父) هي كلمة صينية تعني معلم وتدل على الأحترام.

## معنى الكلمة
سي (師) تعني المعلم وفو (父) تعني الأب، تطلق الكلمة على الشخص الذي يعلمك مهارات أو تقنيات في شيء معين.

## معنى الكلمة في الفنون القتالية
يتم أستخدام هذه الكلمة كدليل للأحترام للمعلم، هناك حدث في الفنون القتالية ولايقبل الطالب إلا بعد القيام به يطلق عليه الصينيون اسم (باي شي) (بالصينية: 拜師) يقوم الطالب بتقديم كوب من الشاي للمعلم وإذا قبل المعلم الشاي هذا يعني انه قبل الطالب، بعد هذا الحدث أو الأحتفال تكون علاقة الطالب والمعلم  مثل علاقة الأب مع أبنه، وهناك فن قتالي لا يزال يستخدم هذه الكلمة لمخاطبة المعلم وهو الوينج تشون.